# 베뢰아운동
베뢰아 운동은 서울성락교회 김기동목사로부터 시작된 운동이며, 그 중심에는 <하나님의 의도를 알자>는 것이 있다. 
‘베뢰아’라는 이름은 사도행전 17:11~12에 기록된 베뢰아 사람의 행실처럼 간절한 마음으로 말씀을 받고 이것이 그러한가 하여 날마다 성경을 상고하자는 의미에서 사용하게 되었다.

## 개요
베뢰아 운동은 사도행전 17장 11절에 있는 베뢰아 사람들처럼 성경에 대한 자세가 신사적인 자로서 성경에 무릎 꿇는 겸손한 삶을 가지고 살자는 운동이다. 주요 내용은 신약 교회 운동, 성경 닮기 운동, 평신도 운동이다. 신약 교회 운동은 초기 교회의 성도들같은 마음으로 교회는 성경을 닮고 성도는 교회를 닮자는 것이고, 성경 닮기 운동은 성경 말씀을 하나님의 말씀으로 알고 성경의 말씀에 권위를 두자는 것이고, 평신도 운동은 믿는 자에게는 표적이 따른다는 것처럼 성령이 임하시면 평신도라도 하나님의 사역을 나타내자는 것이다.

## 같이 보기
- 서울성락교회